# Dictyophara vishneviensis
Dictyophara vishneviensis är en insektsart som först beskrevs av Becker-migdisova 1962.  Dictyophara vishneviensis ingår i släktet Dictyophara och familjen Dictyopharidae. Inga underarter finns listade i Catalogue of Life.